# Ministero delle infrastrutture (Ucraina)
Il Ministero delle infrastrutture (in ucraino Міністерство інфраструктури України?, Ministerstvo infrastruktury Ukraïny) è un dicastero del governo ucraino deputato alla gestione delle infrastrutture dei trasporti dell'Ucraina.
L'attuale ministro è Oleksandr Kubrakov, in carica dal 20 maggio 2021.

## Ministri
- Borys Kolesnikov (9 dicembre 2010 - 24 dicembre 2012)
- Volodymyr Kozak (24 dicembre 2012 - 27 febbraio 2014)
- Maksym Burbak (27 febbraio 2014 - 2 dicembre 2014)
- Andrij Pyvovars'kyj (2 dicembre 2014 - 14 aprile 2016)
- Volodymyr Omeljan (14 aprile 2016 - 29 agosto 2019)
- Vladyslav Kryklij (29 agosto 2019 - 20 maggio 2021)
- Oleksandr Kubrakov (dal 20 maggio 2021)